# 北京矿冶研究总院
北京矿冶研究总院是中華人民共和國一家以矿冶科学与工程技术为主的研究与设计机构，核心主业为与矿产资源开发利用相关的工程与技术服务、材料技术与产品以及金属采选冶与循环利用。該機構還主办出版包括《有色金庭(的山部分)》、《有色金属(选矿部分)》、《有色金属(冶炼部分)》、《有色金属》、《矿冶》、《中国无机分析化学》、《热喷涂技术》、《中国资源综否利用》在內的學術期刊。

## 歷史
該機構於1956年4月8日建院，最初院名为重工业部选矿研究设计院，1956年6月更名为有色金属选矿研究设计院，1957年更名为北京冶金工业选矿研究院，1958年更名为冶金工业部选矿研究院。1960年11月24日与冶金工业部地质研究所合并並更名为北京矿山研究院。1963年3月22日更名为北京矿冶研究院。該機構先后隶属于中華人民共和國重工业部、中華人民共和國冶金工业部、中国有色金属工业总公司、国家有色金属工业局，1999年转制为中國中央直属科技企业並隶属于国务院国有资产监督管理委员会。2017年12月29日更名为北京矿冶科技集团有限公司。2020年4月21日更名为矿冶科技集团有限公司。

## 外部連結
- 官方网站